# 오타 신이치로
오타 신이치로(太田真一郎, おおた しんいちろう, 1971년 3월 20일 - )는 일본의 남자 성우다. 아오니 프로덕션 소속. 가나가와 현 출신이다.

## 출연작품

### TV애니메이션
1991년
- 울트라맨 키즈 엄마 찾아 3000만 광년(괴조들)
- 키테레츠 대백과 (토모히데, 신하, 사회자, 영주, 에이타로 <중학교 시절> 외)
- 긴급발진 세이버키즈
- 금붕어 주의보! (기동대2)
- 겟타로보 GO (담당원1, 가드맨)
- 드래곤 퀘스트 다이의 대모험  (미라남, 병사)
- 매지컬 타루루토군 (운전사, 케이크 가게, 京球, 남학생, 원자군단원 외)

1992년
- 마루코는 아홉살 (1992년 - 2003년, 남자, 남자, TV 리포터, 리포터)
- 수퍼 빅쿠리맨 (악마병)
- 달의 요정 세일러문 (1992년 - 1995년, 우라 카즈요시 / 요마 붐보, 네드, 카모이) - 3시리즈
- 엄마는 4학년 (적 (2))

1993년
- 푸른 전설의 슛 (1993년 - 1994년, 아카호리 츠요시, 남학생, 코야마 마사히로, 사쿠라이)
- 기동전사 V 건담 (밴드, 니콜라이 한스, 파일럿 B)
- 질풍 아이언리거 (1993년 - 1994년, 골드 마스크, 와킬맨)
- 고스트 스위퍼 미카미 (남학생)
- 초전동로보 철인 28호 FX
- 쓰요시 정신차려 (우오마사의 동생, 남)
- 드래곤볼Z 절망에의 반항!! 남겨진 초전사 오반과 트랭크스 (점주)
- 배틀 파이터즈 아랑전설2 (아이1)

1994년
- 캡틴 츠바사 (미스기 준<청년기>, 로베르트 보시오, TV 아나운서)
- 기동무투전 G 건담 (메지나)
- 정글의 왕자 타짱  (메이든)
- 패왕대계 류나이트 (쿵푸)
- 도라에몽 (TV 아사히판 제1기) (남자)
- 마멀레이드 보이(미와 사토루시)

1995년
- 애니메이션 세계의 동화 (가신, 알리바바)
- 비트 더 큐피드(트리톤)
- 로미오의 푸른 하늘 (타키오니)

1996년
- 괴도 세인트 테일(남학생3)
- 드래곤볼 GT(1996년 - 1997년, 키비토신)

1997년
- 게게게의 키타로 (제4작) (야마자키)
- 닥터 슬럼프 (1997년 - 1999년, 누에콩 타로, 진짜 머신, 태양, 버섯 아버지)

1998년
- 앨리스 SOS(미트볼)
- 시공전초 나스카 (TV의 소리)
- 초마신영웅전 와타루 (치와키)
- 비밀의 아코짱 3기 (아나운서)
- 포켓몬스터(아나운서)
- 로도스도 전기 -영웅기사전-(에토)

2000년
- 기교기전 히오우 전기(리키)

2001년
- 이누야샤(형)
- 주간 스토리 랜드 (신이치)
- 나지카 전격작전
- 격투! 크래쉬기어 TURBO(GFA 진행자)
- 더 파이팅 (실황 아나운서)

2002년
- 아따맘마(2002년 - 2008년, 무라카미 선생님, TV의 소리, 야구 실황, 아나운서, 내레이션 외)
- 쾌걸 근육맨 2세(2002년 - 2006년, 렉스킹, 더 프로텍터, 미남) - 3시리즈
- ONE PIECE (2002년 - 자바, 슐라, 피플리 룰, 모몽가)

2003년
- AVENGER(스피디)
- 짱구는 못말려 (2003년 - 2012년, 고등어 된장조림, 아버지, 아나운서)
- 돌격 크로마티 고교 (나레이션)
- 인간 교차로(TV 아나운서)
- 풀 메탈 패닉! 풀 메탈 패닉? 후못후 (신고 럭비 부원 B)
- 무적코털 보보보 (2003년 - 2004년, 내레이션 [10], 기테마스, 경관, 서비스맨, 종이맨 외)

2004년
쾌걸 조로리 (아나운서, 리포터)
2005년
- 카미츄!(변사)
- 건퍼레이드 오케스트라(코지마 소라)
- 머나먼 시공 속에서 자양화 꿈 이야기(右馬寮頭)
- 나의 방공호 (라디오 아나운서)

2006년
- 츠바사 크로니클(아나운서)
- 성실 불성실 해결 조로리 (TV 아나, 브리오, 캐스터)
- 명탐정 코난 (2006년 - 2015년, 미카미 토오루, 직원, 실황 아나운서, 누마지리 히로시)
- 유☆희☆왕 듀얼 몬스터즈 GX(마티마티카)

2007년
- 게게게의 키타로 (제5작) (사회자, 마메무라)
- DEATH NOTE (진행자)
- 일하는 키즈 마이햄스터(2007년~2008년, DJ, 함타)
- 축! (하피☆럭키) 빅쿠리맨 (타테노스케, 마야)

2008년
- 은혼(실황 나카노)
- 개구리 중사 케로로 (해설)
- 날아라 호빵맨 (2대째)
- 비하다 일족 (실황 아나)
- 포켓몬스터 DP(심판)
- ONE OUTS -원아웃 -(아나운서)

2009년
- 파꽃의 아사타로(서양배노스에요시)
- 루팡 3세 VS 명탐정 코난 (진행자)

2010년
- 남매 이야기 (아나운서)
- 도라에몽 (TV 아사히판 제2기) (아나운서)

2011년
- 신만이 아는 세카이II(링아나)
- TIGER & BUNNY(마리오)

2012년
- 지역의 기사(실황, 나데시코 실황)

2013년
- ONE PIECE 에피소드 오브 메리~또 한 명의 동료 이야기~ (모몽가)

2014년
- 히어로 뱅크 (실황[11])

2015년
- 드래곤볼 슈퍼 (2015년 - 2018년, 기장 계왕신, 신 / 계왕신)

2018년
- ONE PIECE 에피소드 오브 하늘섬 (슐라)

2019년
- 캐롤&튜스데이(사회자)

### OVA
1991년
- 위저드리(라이프 스틸러1)
- 여기는 그린 우드(기숙사생5)
- 슬로 스텝(누심)
- BE-BOP-HIGHSCHOOL(1991년 - 1995년, 아카사카, 하기노)
- 별조각 파라다이스(팬)
- 로도스 섬 전기(기사 A)

1992년
- 우시오와 토라(餓眠様)
- 기신병단(요시다 기관조사보)
- 드래곤 슬레이어 영웅 전설 왕자의 여행 (몬스터)
- 파요의 검.

1993년
- 키스는 눈동자로 해 (야마구치)
- 창룡전
- 초시공세기 오거스 02 (린)
- 포츈 퀘스트 세상에도 행복한 모험자들(키튼)

1994년
- I·R·I·A ZEIRAM THE ANIMATION (토벌대 B, 토벌원)
- 질풍! 아이언리거 은광의 깃발 아래 (1994년 - 1995년, 골드마스크)

1998년
- 은하영웅전설 외전 아침의 꿈 밤의 노래 (에리히 폰 발부르크)

1999년
- 졸업 M~우리의 카니발~(스기다 류노스케)
- 멜티랜서 The Animation(연구원로)

2002년
- 머나먼 시공 속에서-자양꽃 꿈이야기-(우마 기숙사 머리)

2010년
- ONE PIECE FILM STRONG WORLD EPISODE : 0 （모몬가）

### 극장판 애니메이션
1991년
- 드래곤 퀘스트 다이의 대모험 (몬스터)
- 매지컬 타루루토군 불타라! 우정의 마법대전 (잠수함)

1994년
- 아랑전설 -THE MOTION PICTURE- (작업원2)

1998년
- 힘내라 고에몽 지구 구출 대작전 (고에몽)

1999년
- 닥터 슬럼프 아라레의 깜짝 반（空豆タロウ）

2002년
- 근육맨2세 머슬 인삼 쟁탈! 초인대전쟁 (더 프로텍터)

2003년
- 영화 아따맘마
- Pa-Pa-Pa 더 무비 파만 (사회)

2004년
- 극장판 도라에몽: 진구의 시공여행 (놀이기구 진행자)

2005년
- 명탐정 코난: 수평선상의 음모 (미사키 나오야)

2006년
- 극장판 두 사람은 프리큐어 Splash Star 똑딱똑딱 위기일발! (사회자)
- 파프리카

2007년
- 갓파쿠와 여름방학을

2010년
- 레드라인

2012년
- 극장판 TIGER & BUNNY The Beginning

2014년
- 원피스 스탬피드

### 게임
1993년
- 아크스 I·II·III(치노프 노렌)
- A랭크 썬더 탄생편 (워터, 컴뱃맨, 찬)

1994년
- 사크 III(혼 아슈탈)
- 트윈고데스(레드돈자이언트)
- 로도스 섬 전기II(스파크)
- LUNAR 이터널 블루(레오)

1995년
- 힘내라 고에몽 반짝반짝 길거리~ 내가 댄서가 된 이유~ (고에몽)
- 더 파이어맨 2 피트 & 대니 (월터 베이커)
- 프라이빗 아이 돌(아사기리 마사오미)

1997년
- 힘내라 고에몬~네오 모모야마 막부의 춤~(고에몬)
- 스탠바이 Say You! (쿠보타 유야)
- 드래곤나이트4(로이든)
- BS 파이어 엠블럼 아카네이아 전기 제3화 정의의 도적단 (나바르 <용병>)
- BS 파이어 엠블럼 아카네이아 전기 제4화 시작의 때 (벨프 <소시얼 나이트>)

1998년
- LUNAR2 이터널 블루(레오)

2001년
- 결전 II (사마 위)

2002년
- 근육맨II세 정의 초인으로의 길 (렉스 킹)

2003년
- 격투 프로야구 미즈시마 신지 올스타즈 VS 프로야구 (실황)
- 머나먼 시공 속에서-반상놀이-(카구라오카 구지·우마 기숙사 머리)
- ONE PIECE 그랜드 배틀! 3 (슈라)

2004년
- 근육맨 제너레이션즈 (빅 더 무도, 넵튠킹)
- 보 보 보 보 보 보 폭투 하지케 대전 (서비스맨)
- ONE PIECE 랜드 랜드! (슈라)

2005년
- 보보보보 보보 탈출!! 하지케 루아얄 (서비스맨)

2006년
- 건퍼레이드 오케스트라(코지마 소라)
- 근육맨 머슬 제너레이션즈 (빅 더 무도, 넵튠킹, 스크류 키드)

2009년
- 슈퍼로봇대전 NEO(골드 마스크)
- RACE DRIVER : GRID

2012년
- 이스 세르세타 나무 바다 (빵사 [14])

2014년
- 히어로 뱅크(실황)

2016년
- 드래곤볼 퓨전즈(계왕신, 키비트신)

2018년
- 드래곤볼 파이터즈(계왕신)

2019년
- 신 사쿠라 대전(아나운서)

2020년
- 드래곤볼Z 카롯트(계왕신, 키비토신)